# Маклер (газета)

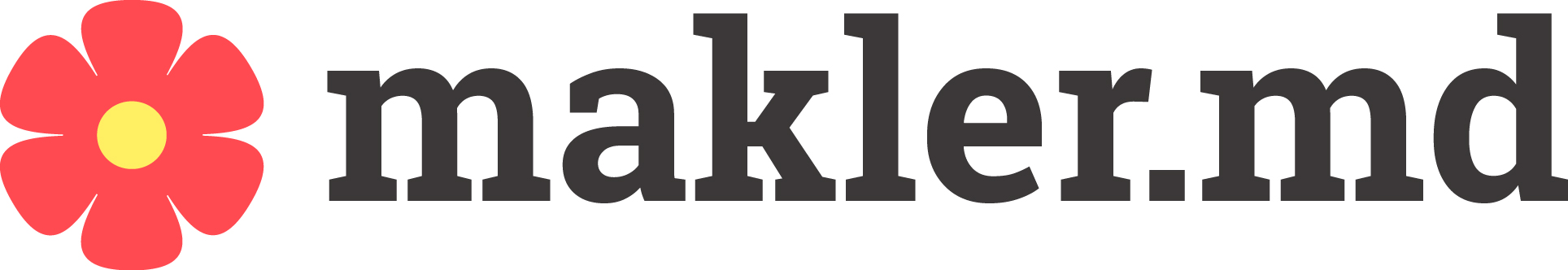
Логотип издания

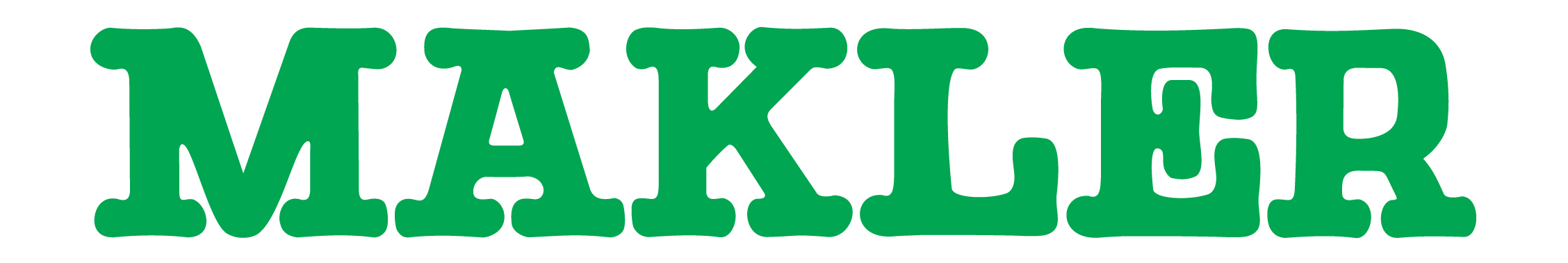
Логотип издания

«Маклер» — рекламно-информационное издание. Основано в январе 1991 года. Выходит и распространяется в Молдавии, Одесской и Николаевской областях 
Украины.

## История

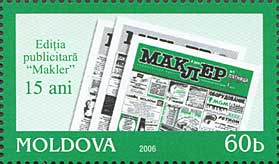
Почтовая марка, посвящённая юбилею издания

- январь 1991 года — выходит первый номер газеты в городе Кишинёв
- март 1992 года — газета выходит 2 раза в неделю
- сентябрь 1995 года — выходит газета в городе Одесса
- август 1996 года — газета выходит в городе Бельцы
- декабрь 1997 года — газета выходит в городе Тирасполь
- декабрь 2000 года — газета выходит в городе Рыбница
- январь 2002 года — газета выходит в городе Николаев
- июнь 2010 года — запуск нового портала Makler.md

## Города выхода газет
- Кишинёв, 2 раза в неделю — вторник, пятница
- Бельцы, 1 раз в неделю — четверг
- Тирасполь, 1 раз в неделю — четверг
- Николаев, 1 раз в неделю — среда

## «Содружество»
Рекламная газета «Маклер» является членом «Содружества рекламно-информационных изданий» Молдавии и Украины.